# پری کوچولو در خانه بقال

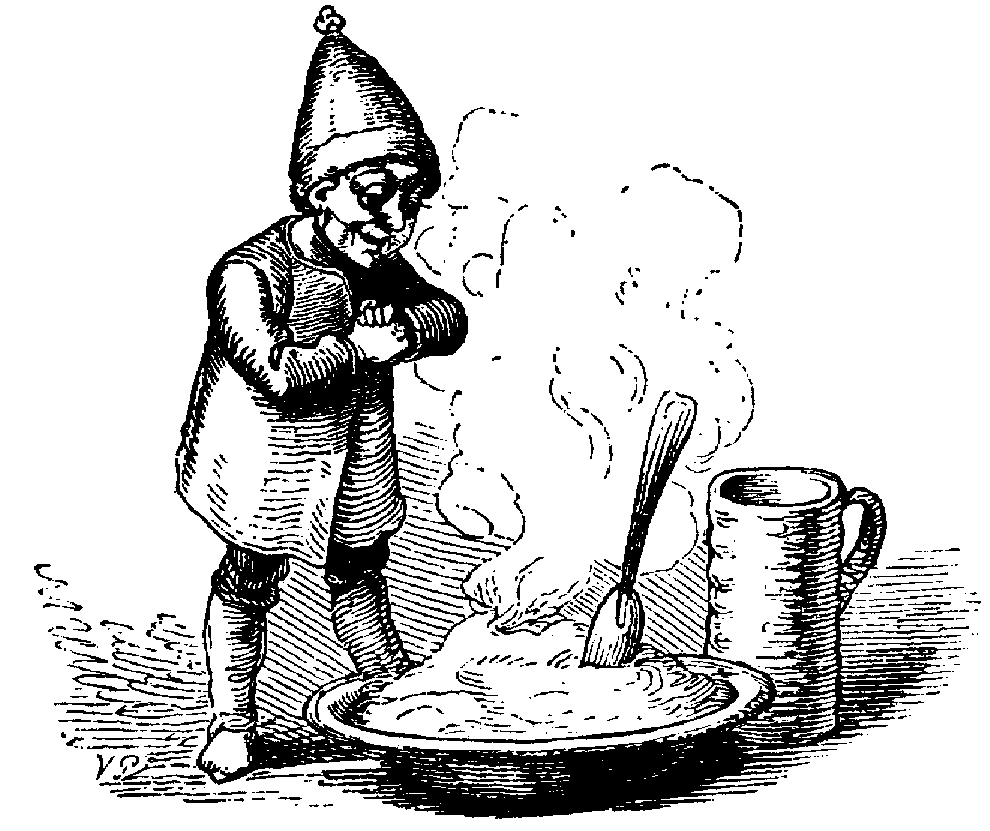
پری و غذاها

پری کوچولو در خانه بقال یا جن در مغازه بقالی (دانمارکی: Nissen hos Spekhøkeren) افسانه ای است که هانس کریستین آندرسن، نویسندهٔ برجستهٔ دانمارکی، است که نخستین بار در سال ۱۸۵۲ منتشر شد. داستان دربارهٔ یک جن خانگی (تومته در فرهنگ اسکاندیناوی) است که باید میان شعر و خوراک کریسمس (هلیم فرنگی با کره) یکی را انتخاب کند.

## خلاصهٔ داستان
یک دانشجو در اتاق زیر شیروانی ساختمانی زندگی می‌کرد، در حالی که یک بقال در طبقهٔ پایین زندگی می‌کرد و در خانه‌اش یک جن خانگی داشت. این جن هر سال در شب کریسمس یک کاسه فرنی (هلیم فرنگی) با یک تکه بزرگ کره از بقال دریافت می‌کرد و به همین دلیل نسبت به او وفادار شده بود.
روزی دانشجو برای خرید پنیر و شمع به مغازه می‌رود و متوجه می‌شود که پنیرش در کاغذی پیچیده شده که برگرفته از یک کتاب شعر ارزشمند است. او پنیر را پس می‌دهد و به‌جای آن کتاب را می‌خرد و با تمسخر می‌گوید که بقال چیزی از شعر نمی‌فهمد.
جن (تومته، پری کوچولو)، که از این بی‌احترامی ناراحت شده، با جادوی خود کاری می‌کند که وسایل مغازه به حرف بیایند. آن‌ها همگی اذعان می‌کنند که شعر بی‌ارزش است. اما وقتی جن به اتاق دانشجو می‌رود، شاهد منظره‌ای حیرت‌انگیز می‌شود: کتاب شعر در حال درخشش است و از آن نوری شگفت‌انگیز همانند درخت کریسمسی جادویی ساطع می‌شود. این زیباترین چیزی است که جن تاکنون دیده است.
او شب‌های بسیاری را صرف تماشای این نور از سوراخ کلید می‌کند، اما هر بار به یاد خوراکی‌های خوشمزهٔ بقال می‌افتد و نمی‌تواند دل از او بکند.
سرانجام، در جریان یک آتش‌سوزی در نزدیکی خانه، بقال و همسرش با طمع دارایی‌های دنیوی‌شان (سندها، دستبند طلا و...) از خانه فرار می‌کنند، در حالی که جن بی‌درنگ به سوی اتاق دانشجو می‌دود تا تنها گنج واقعی خانه را نجات دهد: کتاب شعر.
او پی می‌برد که در دل خود شعر را از همه چیز بیشتر دوست دارد، اما در نهایت تصمیم می‌گیرد دل خود را میان بقال (برای خوراک کریسمس) و دانشجو (برای زیبایی روحی شعر) تقسیم کند.

## تحلیل داستان
داستان، نماد تقابل شعر و مادی‌گرایی است. بقال که نمایندهٔ طبقه‌ای مادی‌نگر و سطحی است، صفحات کتاب شعر را به‌عنوان کاغذ بسته‌بندی پنیر استفاده می‌کند. در مقابل، دانشجو با وجود فقر، در پی زیبایی و معنویت است.
این داستان بازتابی از تجربه‌های شخصی خود آندرسن است؛ نخستین مجموعهٔ شعری او توسط منتقدان نادیده گرفته شد و برخی نسخه‌هایش به عنوان کاغذ بسته‌بندی استفاده شدند. در این داستان، آندرسن از طریق جنِ مردد، وضعیت خود را میان دنیای هنر و زندگی مادی به تصویر می‌کشد.

## ترجمه‌ها
عنوان دانمارکی داستان، Nissen hos Spekhøkeren است. کلمهٔ Spekhøker در دانمارکی علاوه بر «بقال»، بار معنایی تحقیرآمیزی دارد و اشاره به فردی سطحی، مادی‌نگر و بی‌هنر دارد (معادل هنرنشناسی در فرهنگ غربی). در ترجمه‌های انگلیسی این داستان با عناوینی مانند:
- The Goblin at the Grocer's (R. P. Keigwin)
- The Goblin and the Grocer (Andrew Lang)
- The Goblin and the Huckster (Mrs. Paull)
- The Brownie at the Butterman's (H. L. Brækstad)
- Nis at the Cheesemonger's (Anne S. Bushby)

منتشر شده است.

## اقتباس‌ها
- در سال ۱۸۹۷، اندرو لانگ این داستان را در کتاب صورتی از مجموعه کتاب‌های پریان لانگ منتشر کرد.
- در نمایش، رادیو و تلویزیون اقتباس‌هایی از آن ساخته شده است.
- در دههٔ ۱۹۵۰ آهنگساز روسی بوریس چایکوفسکی قطعه‌ای بر اساس این داستان برای نمایش رادیویی نوشت.